# جيمس نوريس
جيمس نوريس هو سياسي كندي، ولد في 1 فبراير 1820، وتوفي في 1 أغسطس 1891. حزبياً، نشط في الحزب الليبرالي الكندي. وقد انتخب عضو مجلس العموم الكندي.